# Monumento à Democracia

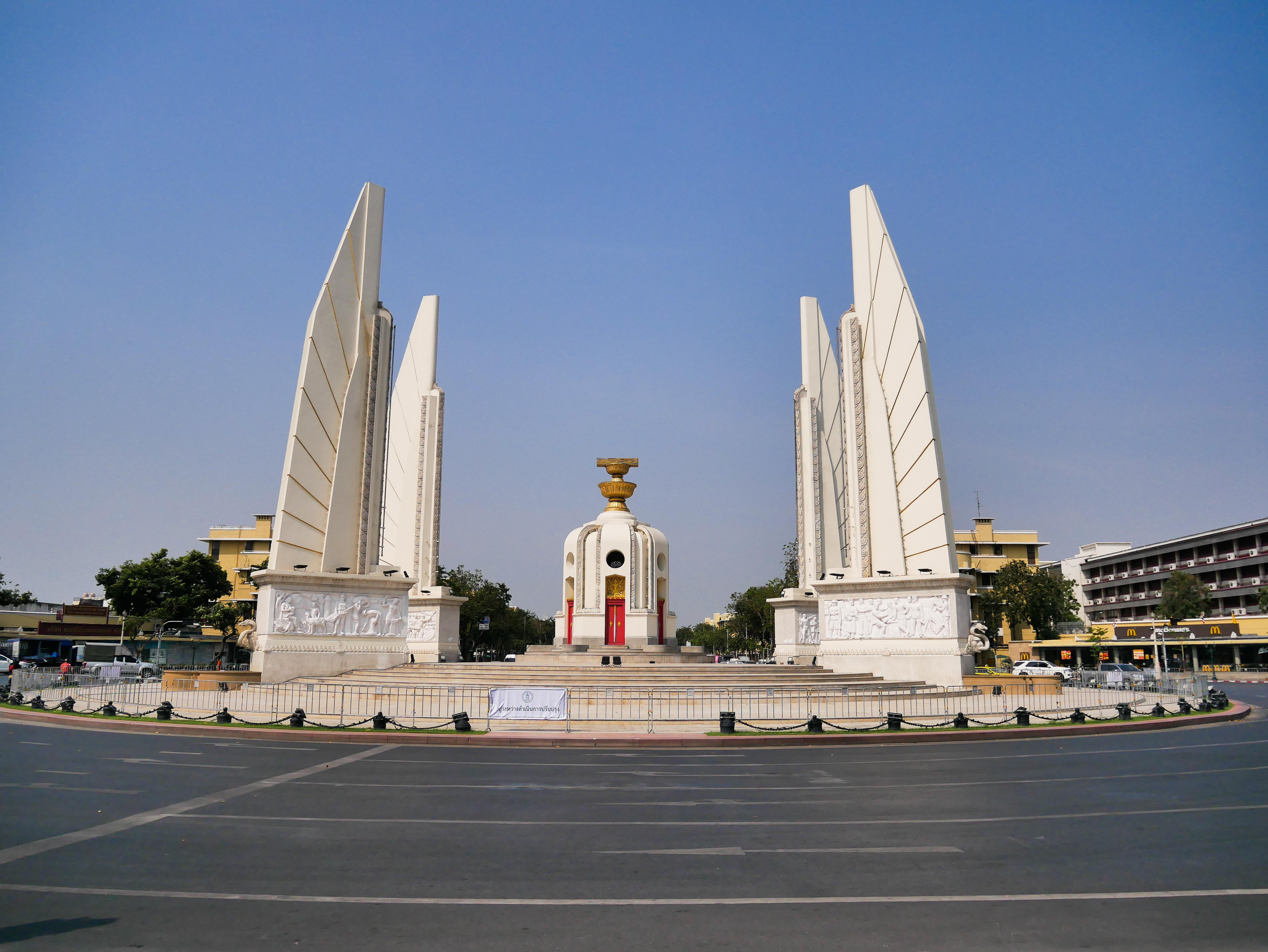
Monumento à Democracia em Bangkok

O Monumento à Democracia (em tailandês: อนุสาวรีย์ประชาธิปไตย) é um monumento público na região central da cidade de Bangkok, a capital da Tailândia. Ocupa uma rotatória na ampla Avenida Ratchadamnoen, interseção com a estrada Dinso. O monumento situa-se mais ou menos a meio caminho entre o Sanam Luang, o antigo campo do crematório real em frente do Wat Phra Kaew, e o templo do Monte Dourado (Phu Kao Thong).
O monumento foi encomendado em 1939 para celebrar o golpe de Estado de 1932 (também conhecido como "Revolução siamesa de 1932", ou simplesmente Revolução de 1932), que deu lugar ao estabelecimento de uma monarquia constitucional no país e trouxe o fim do absolutismo.
1. ↑  Ka F. Wong, Visions of a Nation: Public Monuments in Twentieth-Century Thailand, White Lotus, Bangkok 2006, 65